# Kostiantyniwka (hromada Krasnokutśk)
Kostiantyniwka (ukr. Костянтинівка) – wieś na Ukrainie, w obwodzie charkowskim, w rejonie bogoduchowskim, w hromadzie Krasnokutśk. W 2001 liczyła 2011 mieszkańców.